# Canta ancora
Canta ancora (reso graficamente CANTA ANCORA), è un singolo della cantante italiana Arisa, pubblicato l'11 ottobre 2024.
Il brano è la colonna sonora del film Il ragazzo dai pantaloni rosa. È stato riconosciuto con il Nastro d'argento alla migliore canzone originale nel 2025.

## Descrizione
La canzone, scritta dalla stessa Arisa assieme a Gioni Barbera, è la colonna sonora del film Il ragazzo dai pantaloni rosa, basato sulla storia vera del quindicenne Andrea Spezzacatena (nato il 14 novembre 1997) che, a causa di numerosi atti di bullismo e omofobia, il 20 novembre 2012 si tolse la vita. Il brano affronta il tema del bullismo e parla di amore, di protezione e del legame indissolubile che lega madre e figlio. Il testo della canzone rappresenta una sorta di lettera che il figlio, suicida a causa del bullismo, rivolge alla madre per lenire il dolore. Sul tema del film e sulla canzone Arisa ha dichiarato:

## Promozione
Il brano è stato presentato in anteprima il 16 settembre 2024 a Cagliari in occasione del programma televisivo Tutti a scuola, in cui la cantante era accompagnata dall'Orchestra Regionale dei Licei Musicali del Veneto.

## Video musicale
Il video è stato pubblicato il 24 ottobre 2024 attraverso il canale YouTube della cantante. Diretto da Marco Gradara, è stato girato presso il Liceo classico Alessandro Manzoni di Milano. Riguardo alla scelta dell'ambientazione la cantante ha dichiarato:
Nel video si alternano sequenza in cui Arisa si muove per le aule, i corridoi e il cortile del Liceo, a scene tratte dal film Il ragazzo dai pantaloni rosa, in cui compaiono gli attori protagonisti Claudia Pandolfi e Samuele Carrino.

## Tracce
Testi e musiche di Rosalba Pippa, Giuseppe Barbera.
1. Canta ancora – 4:17

## Riconoscimenti
- Filming Italy – Los Angeles Festival
  - 2025 – Vinto – Best Original Song Award[9]
- Nastro d'argento
  - 2025 – Vinto – Migliore canzone originale[10]
- Premio Amnesty International Italia
  - 2025 – Candidatura – Sezione Big[11]
- Webboh Awards
  - 2025 – Vinto – Migliore colonna sonora[12]